# Angelica Stoican
Angelica Stoican (n. 1 decembrie 1949, Prejna, România) este o interpretă de folclor din Oltenia. Este al doilea copil al Eugeniei și Nicolae Stoican.

## Biografie
Angelica a urmat școala din sat, apoi a plecat la Orșova unde a urmat cursurile liceului „Ștefan Plavăț”. Studiile universitare le-a urmat la Universitatea Hyperion, secția Etnomuzicologie și folclor, la clasa Marioarei Murărescu.
A continuat să cânte pentru ea, și s-a întors în sat ca învățătoare. Timp de șapte ani, Angelica Stoican a fost dascăl la școlile din satele mehedințene. Angelica Stoican are două fiice, pe Adriana și pe Niculina Stoican. Cele două au crescut cu cântecul popular în leagăn și în suflet. În tinerețe, Angelica Stoican cânta mai mult pe la festivalurile locale, însă recunoașterea i-a venit odată cu câștigarea Premiului Special la emisiunea Floarea din Grădină. Acela a fost începutul unei cariere deosebite. Au urmat alte și alte festivaluri și concursuri, iar succesul a trimis-o direct la București, la Ansamblul Ciocârlia.
Se întâmpla în 1983. Despre experiența de la Ciocârlia, Angelica Stoican spune că a fost deopotrivă un `câștig și un dezastru`.Cu toate că avea întreaga carieră în față, Angelica Stoican nu a stat la Ciocârlia decât 3 ani, după care a părăsit grupul din motive pe care n-a vrut să le menționeze. De-a lungul vremii Angelica Stoica a cântat pe scenele din aproape toate țările Europei: Franța, Cipru, Danemarca, Austria, Iugoslavia. Peste tot a strâns aplauze de la străini și lacrimi de bucurie de la românii care erau plecați de multă vreme de acasă.
În presa vremii Angelica Stoican a fost încurajată și elogiată de mari personalități ale muzicii și criticii muzicale, ale vieții literare și chiar ale vieții politice precum Emilia Comisel, Mihai Floarea, Vasile Donose, Marioara Murărescu, Elize Stan, Florentina Satmari, Gruia Stoia, Angela Marinescu, Adrian Păunescu, Dumitru Radu Popescu, Marin Sorescu, Grigore Vieru.
De Adrian Păunescu o leagă o afecțiune mai deosebită, artista neuitând că în momentul cel mai greu al vieții, când profesia și destinul copiilor ei erau în cumpănă, poetul Adrian Păunescu a folosit tot ce i-a stat în putere să-i apere profesia și viața.
Câteva premii obținute de Angelica Stoican de-a lungul vremii:
- Premiul Uniunii Compozitorilor la Festivalul Național de Folclor Maria Tănase
- Trofeul Floarea din Grădină cu felicitările juriului la emisiunea concurs Floarea din Grădină
- Premiul II la emisiunea concurs Pe plaiurile Mioriței
- Premiul I la Festivalul Mugurel de Cântec Românesc
- Premiul I la Festivalul Cântec Nou în Mehedinți
- Locul I Superlativele anului Top Studențesc 1986.
- Premiul Ethnos pentru activitate artistică și repertoriu autentic.
- Premiul de Excelență acordat de Televiziunea Română la sărbătorirea a 50 de ani de la înființarea Televiziunii Române.

"Mi-am făcut model de viață din bunii și străbunii mei din lumea muntelui căreia îi aparțin. În fiecare om trăiește o lume interioară care prinde rădăcini comunică cu generații ale neamului de mult plecați.Așa se naște un freamăt pe care tu îl percepi cu credința ta și-l porți ca haina în faptele tale. De ce cântă omul?! Dintr-o imensă nevoie de comunicare, frumoasă și sinceră cu semenii lui.Legătura între frumusețe și cântec este fundamentală. Cântecul vine din interior și te luminează, dând o expresie cerească chipului. Vine să întregească totul, așa cum voalul miresei întregește nunta.
Voi cânta și voi sluji cântecul până la moarte, spre mulțumire lui Dumnezeu că m-am născut din acest neam trudit de la munte.
Cântecul m-a purtat să cunosc o lume, să port cu mine chipul oamenilor frumoși ai neamului nostru. O viața am scormonit să găsesc, să creez firul cântecului. Poate am reușit?
Atunci când sufletul profund al omului de la coarnele plugului te ascultă cu înfiorare înseamnă că drumul tău merge către Dumnezeu" , scrie Angelica Stoican pe site-ul ei.

## Discografie
Albume Electrecord
- 1974 - "Ciobănaș de la miori" - 45-EPC 10.369 - vinil, 17 cm, 33 ⅓ RPM

- 1977 - "Neică, dorurile tale" - STM-EPE 01207 - vinil, LP, 25 cm, 33 ⅓ RPM

- 1980 - "Bate vântul de la munte" - ST-EPE 01730 - vinil, LP, 25 cm, 33 ⅓ RPM
- 1981 - "Vino neică la ponoare" - ST-EPE 01956 - vinil, LP, 25 cm, 33 ⅓ RPM
- 1982 - "Bate vântul de la munte" - STC 00162 - casetă audio
- 1985 - "Cine joacă perina" - - ST-EPE 02661 - vinil, LP, 25 cm, 33 ⅓ RPM
- 1985 - "Cine joacă perina" - STC 00295 - casetă audio
- 1986 - "Crenguță verde de brad" - ST-EPE 03009 - vinil, LP, 25 cm, 33 ⅓ RPM
- 1986 - "Crenguță verde de brad" - STC 00402 - casetă audio
- 1986 - "Crenguță verde de brad" - STC 00653 - casetă audio
- 1991 - "Luniță, luniță" - ST-EPE 04066 - vinil, LP, 25 cm, 33 ⅓ RPM
- 1991 - "Luniță, luniță" - STC 00772 - casetă audio
- 1993 - "Ciobăniță mititea" (cu Niculina Stoican) - ST-EPE 04256 - vinil, LP, 25 cm, 33 ⅓ RPM
- 1993 - "Ciobăniță mititea" (cu Niculina Stoican) - STC 00924 - casetă audio
- 1998 - ”Pentru neica de la Baia” - STC 001254 - casetă audio
- 2003 - "Ce mi-a fost mai drag pe lume"[3] - EDC 570 - compact disc
- 2003 - "Ce mi-a fost mai drag pe lume" - STC 001523 - casetă audio

Alte albume la diverse case de producție:
- 2000 - ”Două fete are maica” - O576 - compact disc - Oltenia Star Music Production
- 2000 - ”Două fete are maica” - O576 - casetă audio - Oltenia Star Music Production

- 2003 - ”Album aniversar Vol. 1” - O842 - compact disc - Oltenia Star Music Production
- 2003 - ”Album aniversar Vol. 1” - O842 - casetă audio - Oltenia Star Music Production
- 2003 - ”Album aniversar Vol. 2” - O843 - compact disc - Oltenia Star Music Production
- 2003 - ”Album aniversar Vol. 2” - O843 - casetă audio - Oltenia Star Music Production
- 2005 - ”De dor și drag prin Munții Mehedințiului” - compact disc - Zoom Studio
- 2005 - ”De dor și drag prin Munții Mehedințiului” - casetă audio - Zoom Studio
- 2006 - ”Rădăcini și ravenic” - Editura Craiova - compact disc (CD-ul care însoțește cartea omonimă lansată în același an)